# Trichopterolophia bifuscomaculata
Trichopterolophia bifuscomaculata är en skalbaggsart som först beskrevs av Stefan von Breuning 1965.  Trichopterolophia bifuscomaculata ingår i släktet Trichopterolophia och familjen långhorningar.
Artens utbredningsområde är Laos. Inga underarter finns listade i Catalogue of Life.